# Brodek u Konice
Brodek u Konice (en allemand : Deutsch Brodek) est une commune du district de Prostějov, dans la région d'Olomouc, en Tchéquie. Sa population s'élevait à 816 habitants en 2023.

## Géographie
Brodek u Konice se trouve à 7 km au sud-ouest de Konice, à 22 km à l'ouest-nord-ouest de Prostějov, à 31 km à l'ouest-sud-ouest d'Olomouc et à 182 km à l'est-sud-est de Prague.
La commune est limitée par Skřípov au nord-ouest, par Konice au nord-est, par Suchdol à l'est, par Lipová au sud-est, par Buková et Benešov au sud, et par Horní Štěpánov à l'ouest.

## Histoire
La première mention écrite de la localité date de 1575.

## Administration
La commune se compose de deux sections :
- Brodek u Konice
- Lhota u Konice

## Galerie

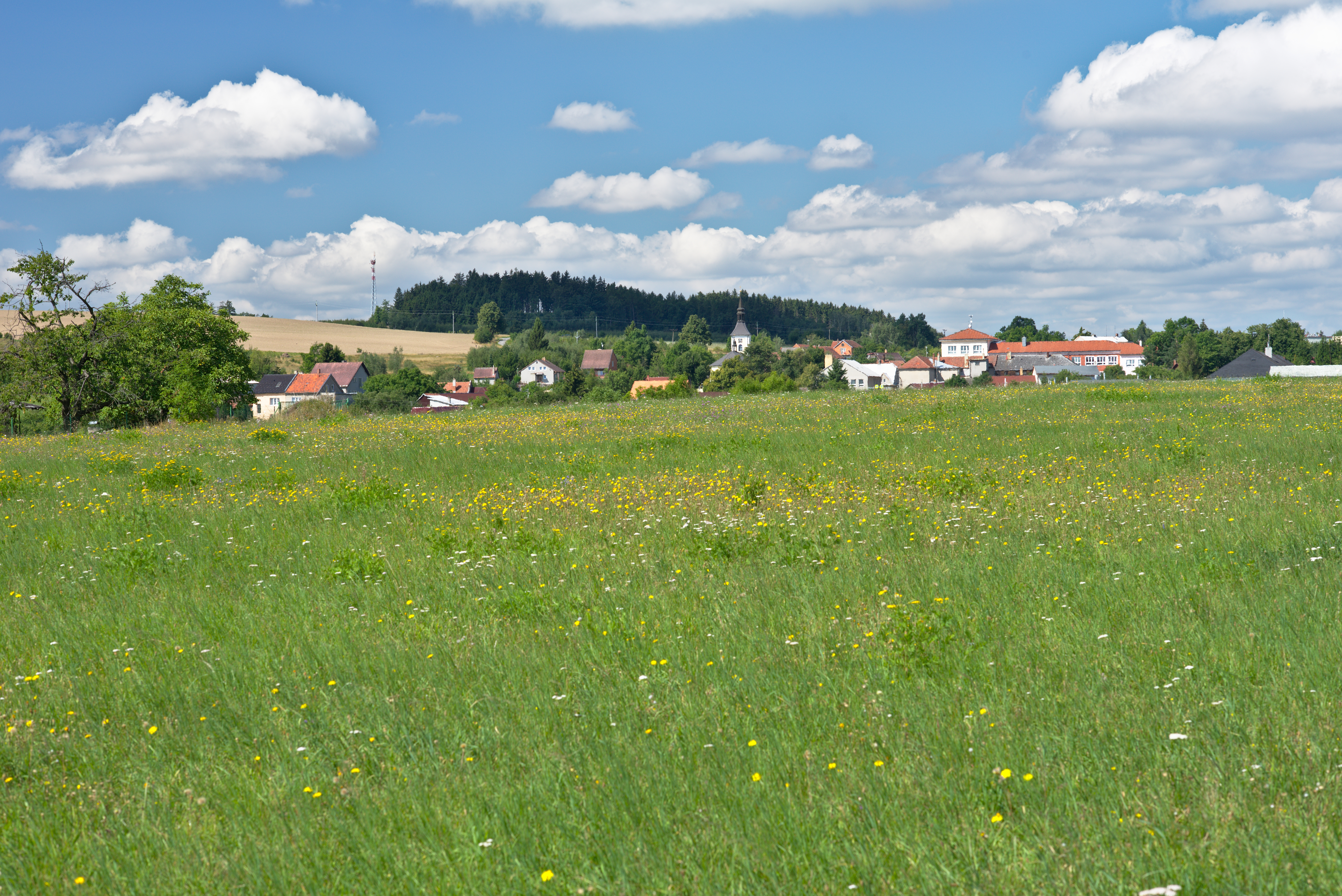
Brodek u Konice : vue générale.
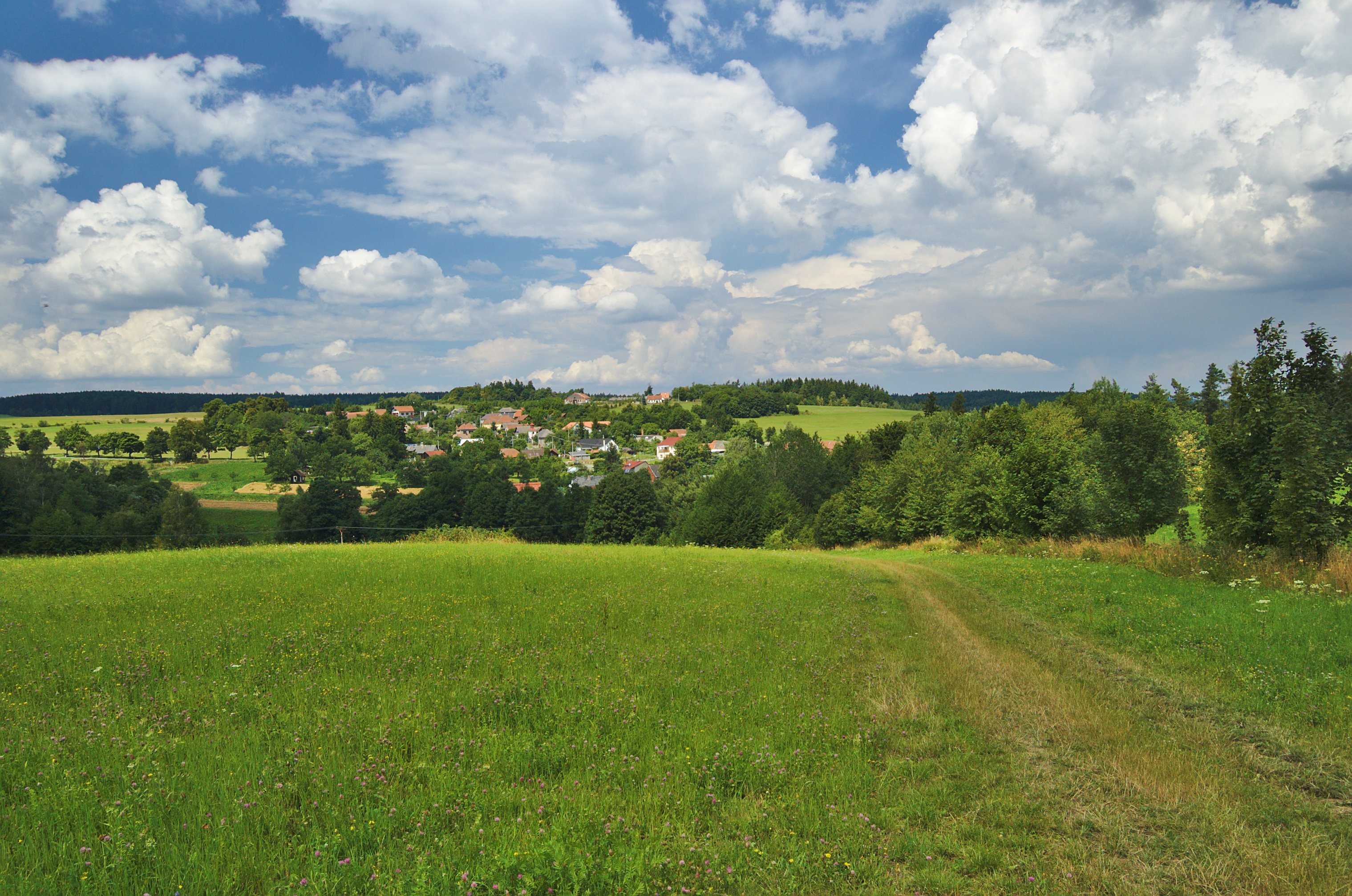
Lhota u Konice : vue générale.

## Transports
Par la route, Brodek u Konice se trouve à 8,3 km de Konice, à 27 km de Prostějov, à 37,5 km d'Olomouc et à 234 km de Prague.